# COX5B
COX5B (англ. Cytochrome c oxidase subunit 5B) – білок, який кодується однойменним геном, розташованим у людей на короткому плечі 2-ї хромосоми. Довжина поліпептидного ланцюга білка становить 129 амінокислот, а молекулярна маса — 13 696.
| 10         |  | 20         |  | 30         |  | 40         |  | 50         |
| ---------- |  | ---------- |  | ---------- |  | ---------- |  | ---------- |
| MASRLLRGAG |  | TLAAQALRAR |  | GPSGAAAMRS |  | MASGGGVPTD |  | EEQATGLERE |
| IMLAAKKGLD |  | PYNVLAPKGA |  | SGTREDPNLV |  | PSISNKRIVG |  | CICEEDNTSV |
| VWFWLHKGEA |  | QRCPRCGAHY |  | KLVPQQLAH  |  |            |  |            |

A: Аланін

C: Цистеїн

D: Аспарагінова кислота

E: Глутамінова кислота

F: Фенілаланін

G: Гліцин

H: Гістидин

I: Ізолейцин

K: Лізин

L: Лейцин

M: Метіонін

N: Аспарагін

P: Пролін

Q: Глутамін

R: Аргінін

S: Серин

T: Треонін

V: Валін

W: Триптофан

Задіяний у такому біологічному процесі як ацетиляція. 
Білок має сайт для зв'язування з іонами металів, іоном цинку. 
Локалізований у мембрані, мітохондрії, внутрішній мембрані мітохондрії.